# Шведская космическая корпорация

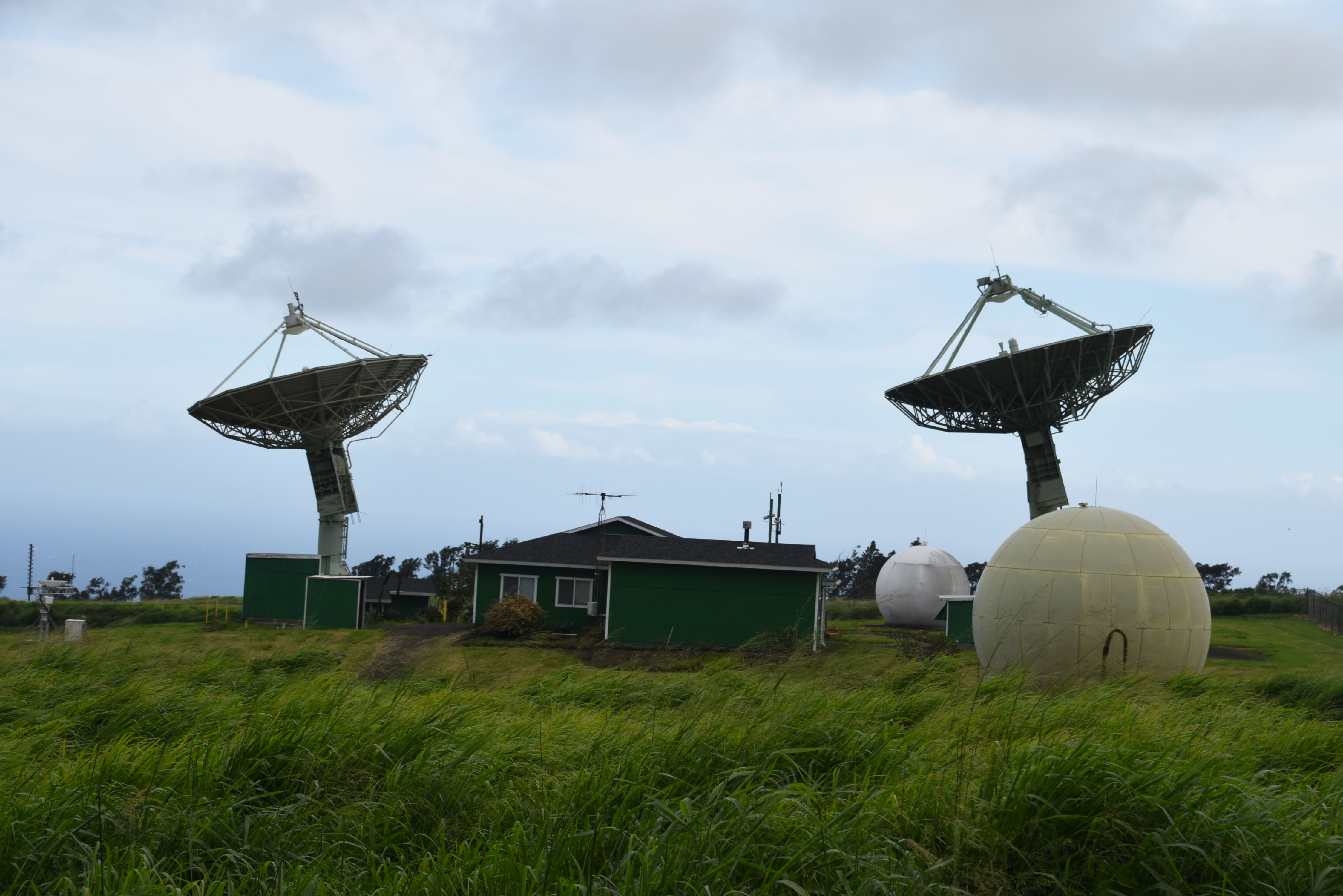
Наземная станция «Саут-Пойнт», Гавайи, США

Шведская космическая корпорация (англ. Swedish Space Corporation, SSC; швед. Svenska rymdaktiebolaget) — шведская государственная компания, предоставляющая услуги в области космоса. Деятельность SSC включает запуски геофизических (суборбитальных) ракет и стратостатов, испытания ракетных двигателей нового поколения и перспективных видов топлива, эксплуатацию и техническое обслуживание аэрокосмических систем, а также обеспечение спутниковой связи с использованием глобальной сети наземных станций. Компания также развивает программы наблюдения за околоземным пространством (Space Surveillance Tracking, SST) и управления космическим движением (Space Traffic Management, STM), направленные на выявление, оценку и снижение рисков столкновений и помех, связанных с космическим мусором.
В январе 2023 года на базе Космического центра Эсрендж был открыт космодром Эсрендж (Spaceport Esrange) — первый объект на континентальной территории Европейского союза, обладающий возможностью запуска спутников на орбиту. Первый запуск спутника с нового космодрома ожидается в 2024 году.
Операции SSC в Швеции сосредоточены в городах Сольна, Кируна и Огеста. Кроме того, компания ведёт деятельность в Австралии, Чили, Нидерландах, Таиланде, Германии, Соединённых Штатах Америки и Соединённом Королевстве. По состоянию на 2022 год в корпорации работало около 630 сотрудников, а годовой оборот составил 1 263 миллиона шведских крон (MSEK).

## Сферы деятельности

### Разработка космических систем
SSC имеет более чем пятидесятилетний опыт в содействии космическим агентствам, компаниям, коммерческим структурам и научно-исследовательским институтам в получении доступа к космосу. Компания разрабатывает, производит и испытывает различные типы космических систем, ракетных комплексов, их подсистем, а также экспериментального оборудования, предназначенного для проведения исследований в космосе и в околокосмическом пространстве. К основным направлениям применения относятся эксперименты в условиях микрогравитации, исследования атмосферы, а также испытания и валидация технологий, связанных с космической отраслью.
SSC обладает специализированной экспертизой в области спутниковой связи, ракетных и стратостатных систем, а также в проведении запусков ракет и аэростатов. Кроме того, компания оказывает консультационные услуги операторам спутников.

### Спутниковая связь
SSC располагает одной из крупнейших и наиболее активно действующих гражданских сетей наземных станций в мире, предназначенных для связи с различными типами спутников. Глобальная сеть SSC включает как собственные станции компании, так и контрактные станции, размещённые по всему миру. Собственные станции SSC расположены в Швеции, США, Канаде, Чили, Таиланде и Австралии. Кроме того, партнёрские станции действуют в Германии, Италии, Испании, Южной Африке, Антарктиде, Индии и Японии.
Большинство научных спутников, а также многие аппараты дистанционного зондирования Земли движутся по орбитам, проходящим над полюсами. Стратегическое расположение Космического центра Эсрендж — к северу от Полярного круга — обеспечивает регулярный контакт со спутниками, пролетающими в зоне досягаемости несколько раз в сутки. В настоящее время Эсрендж является одной из самых загруженных спутниковых станций в мире.
Через дочерние компании LSE (в Германии) и Aurora Technology (в Нидерландах) SSC предоставляет консультационные услуги в области управления спутниками. Ещё одна дочерняя компания — GlobalTrust в Великобритании — занимается анализом спутниковых данных.

### Эсрейндж
Космический центр Эсрендж, один из самых универсальных в мире и ключевой операционный узел SSC, расположен к северу от города Кируна в северной Швеции, за Полярным кругом. Помимо основной инфраструктуры, центр располагает обширной незаселённой зоной падения и возврата полезных нагрузок, площадь которой составляет около 5200 км², что примерно в два раза превышает территорию Люксембурга. Объект эксплуатируется с 1966 года: изначально он входил в структуру Европейского космического агентства (ESA), а с момента основания SSC в 1972 году перешёл в ведение Швеции.
С территории Эсренджа SSC осуществляет запуски геофизических (суборбитальных) ракет и стратостатов для проведения исследований в различных научных областях. На базе также расположена спутниковая приёмная станция, которая служит центральным узлом глобальной сети наземных станций SSC — на её территории установлено около 30 антенн.
Новейший объект на территории центра — космодром Эсрендж (Spaceport Esrange) — был торжественно открыт 13 января 2023 года при участии короля Швеции Карла XVI Густава, премьер-министра Ульфа Кристерссона и председателя Европейской комиссии Урсулы фон дер Ляйен. Космодром Эсрендж стал первым объектом на континентальной территории ЕС, способным осуществлять запуски спутников на орбиту. Он также будет использоваться в рамках европейской программы разработки многоразовых ракет — Themis, реализуемой компанией Ariane Group по поручению Европейского космического агентства (ESA). Кроме того, на площадке планируются испытательные запуски нового поколения геофизических ракет.
На испытательных стендах центра также проходят тестирования перспективных европейских ракетных технологий. Здесь различные участники космической отрасли разрабатывают многоразовые, более экологичные и экономически эффективные ракетные системы.

### Осведомлённость о ситуации в космосе
Ожидается, что в ближайшие годы число спутников на околоземной орбите достигнет примерно 10 000. В том же районе космического пространства также находится огромное количество космического мусора. По оценкам, в околоземной орбите вращается более 130 миллионов объектов, включая частицы размером всего в один миллиметр, движущиеся с высокой скоростью вокруг Земли.
Увеличение количества объектов на орбите вокруг Земли ведёт к росту риска столкновений. В связи с этим SSC расширяет свою деятельность в области осведомлённости о ситуации в космосе (SSA), целью которой является выявление, прогнозирование и оценка рисков, связанных с запусками и возвращением космических аппаратов.
SSC инициировала разработку программы по отслеживанию и каталогизации объектов на орбите Земли — так называемого управление космическим движением (Space Traffic Management, STM). Эта программа направлена на создание системы обмена данными, позволяющей в будущем предотвращать потенциальные столкновения как при запусках, так и в процессе эксплуатации спутников на орбите.

## Клиенты и партнёры
Крупнейшими заказчиками SSC в области разработки космических систем и запусков являются Шведское национальное космическое агентство (SNSA) и Европейское космическое агентство (ESA). Услуги по управлению спутниками и консультированию в сфере спутниковых технологий предоставляются владельцам спутников, операторам и космическим агентствам по всему миру. Испытания космических и авиационных систем проводятся как для шведских и зарубежных компаний, так и для военных ведомств.

## История
Компания Rymdbolaget была основана правительством Швеции в 1972 году в качестве исполнительного органа при Государственной делегации по космической деятельности, которая в настоящее время действует под названием Шведское национальное космическое агентство (SNSA). SSC была образована на базе Космического центра Эсрендж и группы Rymdtekniska Gruppen в Сольне, пригороде Стокгольма. В период с 1966 по 1972 год Эсрендж находился в собственности Европейского космического агентства (ESA), однако в 1972 году объект был передан Швеции в связи с созданием компании Rymdbolaget. В настоящее время SSC не выполняет официальных государственных функций и на 100 % принадлежит государству Швеция.
С начала 2000-х годов компания значительно расширила международную деятельность, открыв представительства и объекты в Австралии, Чили, Нидерландах, Таиланде, Германии, США и Великобритании. В частности, в 2000 году SSC приобрела компанию Universal Space Network (USN), основанную астронавтом и пионером космоса Чарльзом «Питом» Конрадом-младшим — третьим человеком, ступившим на поверхность Луны. Это приобретение, а также последующее преобразование USN в подразделение SSC Space US, положило начало формированию глобальной сети наземных станций SSC, которая сегодня является одной из крупнейших гражданских сетей в мире. Сделка также стала важным этапом в выходе компании на лунный рынок.
На протяжении своей истории SSC также занималась проектированием и сборкой спутников, разработкой авиационных систем морского наблюдения, используемых береговой охраной в разных странах мира, а также оказывала поддержку Шведскому управлению по оборонным закупкам (FMV) в эксплуатации, техническом обслуживании и развитии испытательных систем на полигоне Видсель. Все эти направления деятельности в настоящее время были выведены из состава компании.

### Научные спутники, разработанные SSC
- Prisma — запущен 15 июня 2010 года
- SMART-1 — 27 сентября 2003 года
- Odin — 20 февраля 2001 года
- Astrid 2 — 10 декабря 1998 года
- Astrid 1 — 24 января 1995 года
- Freja — 6 октября 1992 года
- Viking — 22 февраля 1986 года

### Управление проектами телекоммуникационных спутников
- Tele-X
- Sirius W
- Sirius 2
- Sirius 3

### Ракетные программы на базе Эсрендж (выборочно)
- MASER / SubOrbital Express
- MAXUS
- SPIDER
- REXUS
- TEXUS
- MAPHEUS
- SERA
- STERN
- BOLT

### Программы стратостатных запусков (выборочно)
- SAMBO
- PIROG
- CHEOPS
- STRAFAM
- EASOE
- THESEO
- ARCHEOPS
- ENVISAT
- SUNRISE
- POGO
- HADT
- HEMERA
- BEXUS

## Представительства и объекты[20]
- Сольна (штаб-квартира и центр разработок)
- Космический центр Эсрендж, Кируна (запуски, испытания, спутниковая связь)
- Огеста (услуги телепорта)

Станции и офисы за рубежом:
- Норт-Поль, Аляска, США (спутниковая станция)
- Клуистон[англ.], Флорида, США (спутниковая станция)
- Хоршам[англ.], Пенсильвания, США (офис)
- Саут-Пойнт, Гавайи, США (спутниковая станция)
- Инувик, Канада (спутниковая станция)
- Харвелл, Великобритания (офис)
- Винчестер, Великобритания (офис)
- Дармштадт, Германия (офис)
- Гильхинг, Германия (офис)
- Нордвейк, Нидерланды (офис)
- Сантьяго, Чили (спутниковая станция)
- Пунта-Аренас, Чили (спутниковая станция)
- Сирача, Таиланд (спутниковая станция)
- Космический центр Западной Австралии, Австралия (спутниковая станция)

### Полностью принадлежащие дочерние компании
- Aurora Technology (Лиссе, Нидерланды) — консультирование по спутниковым операциям
- LSE Space (Мюнхен и Дармштадт, Германия) — консультирование по спутниковым операциям
- GlobalTrust (Винчестер, Великобритания) — анализ спутниковых данных

## Внешние ссылки
- Официальный сайт Swedish Space Corporation
- OHB Sweden — официальный сайт
- Глобальная сеть наземных станций SSC (SSC Ground Station Network)